# سعيد بن حمد السليطي
عضو مجلس الشورى القطري ومدير عام إدارة الهجرة والجوازات والجنسية . ولد سعيد بن حمد السليطي بمنطقة السلطة الوقعة في وسط العاصمة القطرية الدوحة سنة 1942 م، وانضم لجهاز الشرطة النشأ سنة 1958 م، في حين انه استمر بدراسته حتى تخرج بشهادة الثانوية العامة سنة 1964 م، حيث غادر إلى العاصمة العراقية بغداد وتخرج من كلية تجارتها سنة 1968 م، ثم عاد إلى عمله بادارة الجوازات وتتدرج ادريا حتى أصبح مديرها العام سنة 1980 م، بالإضافة لمنصبه الاجتماعي والتشريعي كعضو في مجلس الشورى القطري، وكان له بصمات على تطوير إدارة الجوازات، فهو من أسس قسم البحث والمتابعة، والبطاقة الشخصية، وحول الأرشيف الإداري إلى الحاسوب الالي، وانشأ الكثير من الدوائر الاداية، وفي سنة 1993 م تقاعد ليتفرغ لاعماله الخاصة، هذا وعرف السليطي بشخصيته القيادية العصامية وعمله المنظم وقد افته المنية في الدوحة سنة 2008 م .